# 白毛长叶紫珠
白毛长叶紫珠（学名：Callicarpa longifolia var. floccosa）为马鞭草科紫珠属长叶紫珠的变种。分布于印度、印度尼西亚、新加坡、菲律宾以及中国大陆的贵州、四川、广西等地，生长于海拔1,000米的地区，多生长于山坡灌丛中，目前尚未由人工引种栽培。